# Parischnogaster alternata
Parischnogaster alternata är en getingart som beskrevs av Sakag. 1969. Parischnogaster alternata ingår i släktet Parischnogaster och familjen getingar. Inga underarter finns listade i Catalogue of Life.